# Inclinação axial

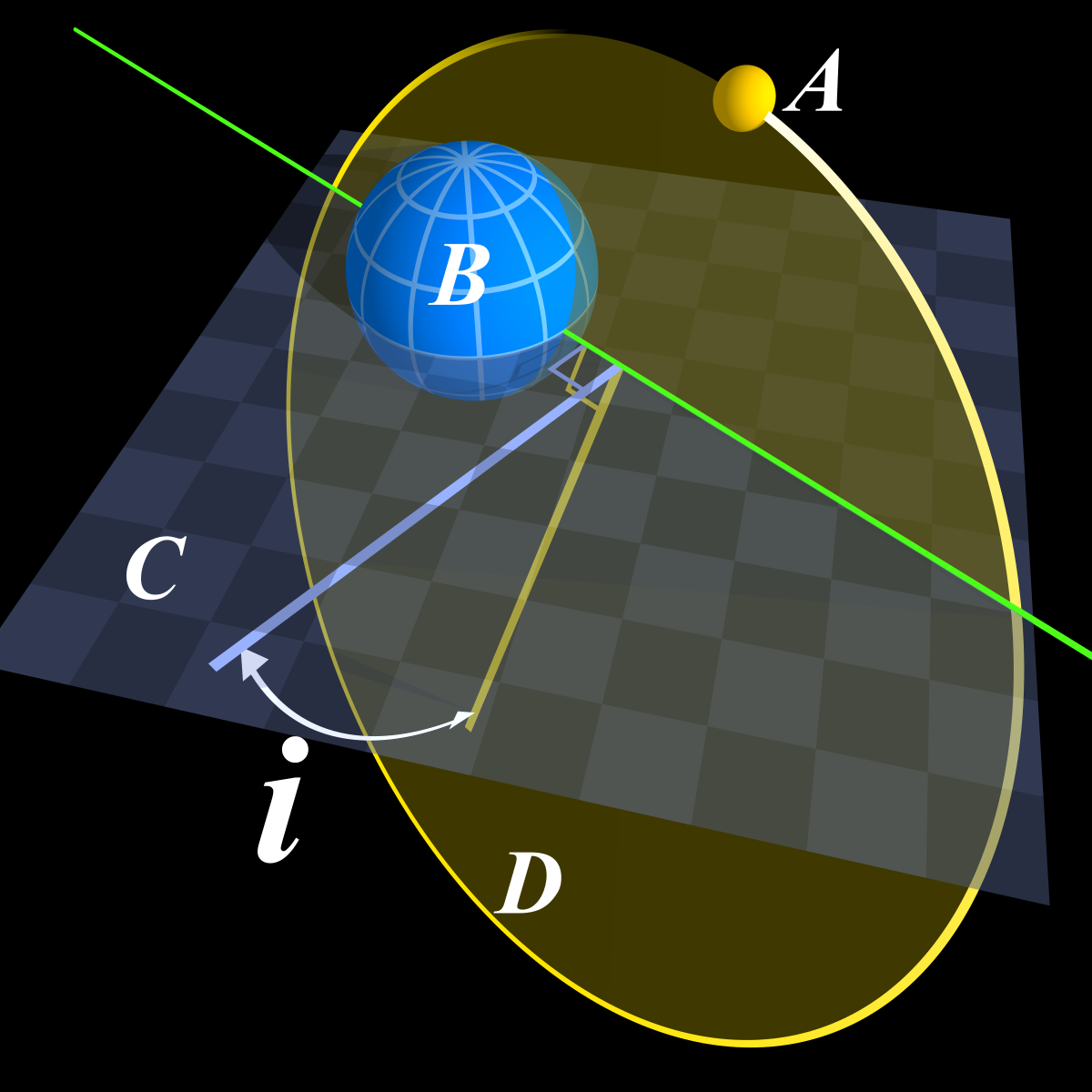
A – corpo menor orbitando
B – corpo maior sendo orbitado por A
C – plano de referência
D – plano orbital de A
i – inclinação

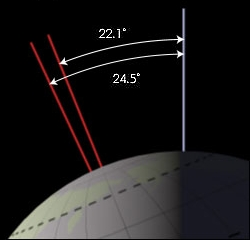
22.1° — 24.5°: amplitude da inclinação axial da Terra

A inclinação axial ou obliquidade de um corpo celeste é o ângulo entre o plano de seu equador e o plano de sua órbita. A inclinação axial afecta a altura acima do horizonte de todos os corpos celestes; quanto maior o ângulo, maior a variação das suas posições. Se a inclinação axial for de i graus, à latitude L a altura do sol acima do horizonte irá variar entre i-L graus e i+L graus. A altura máxima que atingirá no Verão será também de i+L, enquanto que no dia mais curto a altura máxima será de L-i. As alterações à altura do Sol também têm um efeito significativo no clima.

## Valores para alguns corpos celestes
| Objeto   | inclinação axial (em °) |
| -------- | ----------------------- |
| Mercúrio | ~0,01                   |
| Vênus    | 2,64                    |
| Terra    | 23,439281               |
| Lua      | 1,5424                  |
| Marte    | 25,19                   |
| Ceres    | ~4                      |
| Palas    | ~60                     |
| Júpiter  | 3,13                    |
| Saturno  | 26,73                   |
| Urano    | 97.77                   |
| Netuno   | 28,32                   |
| Plutão   | 119,61                  |